# Enawenê Nawê
Enawenê Nawê (Enawené-Nawé, Salumã; ne smiju se pobrkati s plemenom Salumá iz brazilkse države Pará), pleme američkih Indijanaca srodno Paressíma, naseljeni u savanama i tropskoj šumi zapadnobrazilske države Mato Grosso. S vanjskim svijetom svoj prvi kontakt imaju 1974. Danas ih oko 500 živi u selima koja se sastoje od velikih komunalnih kuća, maloka, raspoređenih oko središnjeg trga, gdje se održavaju plemenski rituali, kao Yãkwa. Enawenê Nawê su uzgajivači manioke i kukuruza, a najpoznatiji su po posebnoj tehnici hvatanja riba, gradeći brane na rijekama tijekom nekoliko mejseci kroz koji traje ribarska sezona. Uhvaćenu ribu dime i transportiraju kanuima u svoja sela. Druga njihova karakteristika, nesrodna plemenima kišne šume, je što ne hvataju niti jedu životinje koje imaju crveno meso. U suvremeno vrijeme sve češći su im problem bijeli došljaci koji uništavaju šumu, posebno uzgajivači soje, rančeri, tragačima za dijamantima (diamanterosima) i sakupljačima kaučuka. Rezervat Terra Indígena Enawenê-Nawê u općinama Juina, Comodoro i Campo Novo do Parecis.